# Mirko Taccola
Mirko Taccola (Pisa, 14 agosto 1970) è un allenatore di calcio ed ex calciatore italiano, di ruolo difensore, tecnico dello Scandicci.

## Carriera

### Club
Cresciuto nel Pisa, nella sua carriera ha vestito le maglie di Ternana, Pescara, Pisa, Inter, Lucchese, Palermo, Napoli, Cagliari, PAOK Salonicco, Maia, Lanciano, Sora, San Marino e Messina.

Mirko Taccola con il Napoli nel 1997

Ha disputato sei presenze in Serie A con l'Inter, debuttando nel derby del 22 novembre 1992 pareggiato 1-1 contro il Milan. È stato ceduto al termine della stagione ed ha disputato in carriera altre 11 presenze in Serie A tra Napoli e Cagliari.
Nelle stagioni 2004-2005 e 2005-2006 ha giocato nel San Marino mentre nell'estate 2006, trovandosi svincolato, ha accettato l'offerta della Ternana.
Il 19 luglio 2008 viene annunciato il suo ingaggio, con contratto annuale, da parte della Paganese, club militante in Lega Pro Prima Divisione. Nel 2009 viene acquistato dal Messina in Serie D, mentre nel gennaio 2010 sulla soglia dei 40 anni passa al Potenza salendo di nuovo in Prima Divisione.
Il 10 settembre passa al Sapri in Serie D, dove gioca 12 partite segnando una rete. A gennaio 2011 si trasferisce al Monteriggioni, ancora in Serie D, dove non riuscirà ad evitare l'ultimo posto in classifica del club senese.
Nel giugno 2011 viene ingaggiato dal Forcoli, disputando 16 partite (e segnando un gol) in Serie D.
Nel 2014 all'età di 44 anni torna a giocare a calcio nell'Acquacalda.
Allenatore FYA Riccione
Nell'estate 2021 assume la guida della FYA Riccione, in seguito United Riccione, nel torneo romagnolo di Eccellenza. Al termine della stagione, dopo aver centrato la promozione in Serie D, lascia la guida del club.
Scandicci
Il 1º dicembre 2022 subentra ad Atos Rigucci sulla panchina dello Scandicci, che staziona al penultimo posto del girone D di Serie D e che retrocede ai play-out contro il Crema.
Sammaurese
L'8 giugno 2023 la Sammaurese, squadra di Serie D, comunica di avergli affidato la guida tecnica della prima squadra, a partire dal successivo 1º luglio. Il tecnico è stato confermato anche per la stagione 2024/25. Il 29 ottobre 2024 la società comunica il suo esonero. 
Scandicci Bis
Il 6 dicembre 2024 viene comunicato il suo ritorno sulla panchina dello Scandicci, in Eccellenza.

### Nazionale
Con la maglia della Nazionale ha partecipato ai Giochi olimpici di Barcellona 1992 ed ha vinto l'Europeo Under-21 1992.

## Statistiche

### Presenze e reti nei club
Statistiche aggiornate al 30 giugno 2012.
| Stagione          | Squadra           | Campionato        | Campionato | Campionato | Coppe nazionali | Coppe nazionali | Coppe nazionali | Coppe continentali | Coppe continentali | Coppe continentali | Altre coppe | Altre coppe | Altre coppe | Totale | Totale |
| Stagione          | Squadra           | Comp              | Pres       | Reti       | Comp            | Pres            | Reti            | Comp               | Pres               | Reti               | Comp        | Pres        | Reti        | Pres   | Reti   |
| ----------------- | ----------------- | ----------------- | ---------- | ---------- | --------------- | --------------- | --------------- | ------------------ | ------------------ | ------------------ | ----------- | ----------- | ----------- | ------ | ------ |
| 1988-1989         | Pisa              | A                 | 2          | 0          | CI              | 0               | 0               | -                  | -                  | -                  | -           | -           | -           | 2      | 0      |
| 1989-ott.1989     | Pisa              | B                 | 0          | 0          | CI              | 0               | 0               | -                  | -                  | -                  | -           | -           | -           | 0      | 0      |
| nov.1989-1990     | Ternana           | C1                | 22         | 1          | CI              | 0               | 0               | -                  | -                  | -                  | -           | -           | -           | 22     | 1      |
| 1990-1991         | Pescara           | B                 | 14         | 1          | CI              | 4               | 0               | -                  | -                  | -                  | -           | -           | -           | 18     | 1      |
| 1991-1992         | Pisa              | B                 | 30         | 4          | CI              | 5               | 1               | CM                 | 1                  | 0                  | -           | -           | -           | 36     | 5      |
| 1992-ott.1992     | Pisa              | B                 | 5          | 2          | CI              | 2               | 0               | -                  | -                  | -                  | -           | -           | -           | 7      | 2      |
| Totale Pisa       | Totale Pisa       | Totale Pisa       | 37         | 6          |                 | 7               | 1               |                    | 1                  | 0                  |             |             |             | 45     | 7      |
| ott.1992-1993     | Inter             | A                 | 6          | 0          | CI              | 0               | 0               | -                  | -                  | -                  | -           | -           | -           | 6      | 0      |
| 1993-1994         | Lucchese          | B                 | 33         | 2          | CI              | 3               | 0               | -                  | -                  | -                  | -           | -           | -           | 36     | 2      |
| 1994-1995         | Palermo           | B                 | 22         | 1          | CI              | 3               | 0               | -                  | -                  | -                  | -           | -           | -           | 25     | 1      |
| 1995-1996         | Napoli            | A                 | 5          | 0          | CI              | 0               | 0               | -                  | -                  | -                  | -           | -           | -           | 5      | 0      |
| 1996-gen.1997     | Napoli            | A                 | 2          | 0          | CI              | 0               | 0               | -                  | -                  | -                  | -           | -           | -           | 2      | 0      |
| gen.-giu.1997     | Cagliari          | B                 | 4+0        | 0          | CI              | 0               | 0               | -                  | -                  | -                  | -           | -           | -           | 4      | 0      |
| 1997-gen.1998     | Napoli            | A                 | 0          | 0          | CI              | 0               | 0               | -                  | -                  | -                  | -           | -           | -           | 0      | 0      |
| Totale Napoli     | Totale Napoli     | Totale Napoli     | 7          | 0          |                 | 0               | 0               |                    |                    |                    |             |             |             | 7      | 0      |
| gen.-giu.1998     | Lucchese          | B                 | 16         | 0          | CI              | 0               | 0               | -                  | -                  | -                  | -           | -           | -           | 16     | 0      |
| Totale Lucchese   | Totale Lucchese   | Totale Lucchese   | 49         | 2          |                 | 3               | 0               |                    |                    |                    |             | -           | -           | 52     | 2      |
| 1998-1999         | PAOK              | SL                | 18         | 5          | CG              | 1               | 0               | -                  | -                  | -                  | -           | -           | -           | 19     | 5      |
| 1999-gen.2000     | PAOK              | SL                | 0          | 0          | CG              | 0               | 0               | -                  | -                  | -                  | -           | -           | -           | 0      | 0      |
| Totale PAOK       | Totale PAOK       | Totale PAOK       | 18         | 5          |                 | 1               | 0               |                    |                    |                    |             | -           | -           | 19     | 5      |
| gen.-giu.2000     | Palermo           | C1                | 11         | 0          | CI              | 0               | 0               | -                  | -                  | -                  | -           | -           | -           | 11     | 0      |
| Totale Palermo    | Totale Palermo    | Totale Palermo    | 33         | 1          |                 | 3               | 0               |                    |                    |                    |             | -           | -           | 36     | 1      |
| 2001-2002         | Lanciano          | C1                | 32+2       | 3+1        | CI              | 0               | 0               | -                  | -                  | -                  | -           | -           | -           | 34     | 4      |
| 2002-2003         | Lanciano          | C1                | 17         | 1          | CI              | 3               | 0               | -                  | -                  | -                  | -           | -           | -           | 20     | 1      |
| Totale Lanciano   | Totale Lanciano   | Totale Lanciano   | 51         | 5          |                 | 3               | 0               |                    |                    |                    |             | -           | -           | 54     | 5      |
| 2003-2004         | Sora              | C1                | 29         | 1          | CI              | 0               | 0               | -                  | -                  | -                  | -           | -           | -           | 29     | 1      |
| 2004-2005         | San Marino        | C2                | 32+2       | 0          | CI              | 0               | 0               | -                  | -                  | -                  | -           | -           | -           | 34     | 0      |
| 2005-2006         | San Marino        | C1                | 31+2       | 0          | CI              | 1               | 0               | -                  | -                  | -                  | -           | -           | -           | 34     | 0      |
| 2006-2007         | Ternana           | C1                | 24         | 1          | CI              | 0               | 0               | -                  | -                  | -                  | -           | -           | -           | 24     | 1      |
| Totale Ternana    | Totale Ternana    | Totale Ternana    | 46         | 2          |                 | 0               | 0               |                    |                    |                    |             | -           | -           | 46     | 2      |
| 2007-2008         | San Marino        | C2                | 20+2       | 0          | CI              | 0               | 0               | -                  | -                  | -                  | -           | -           | -           | 22     | 0      |
| Totale San Marino | Totale San Marino | Totale San Marino | 89         | 0          |                 | 1               | 0               |                    |                    |                    |             | -           | -           | 90     | 0      |
| 2008-2009         | Paganese          | 1D                | 28         | 1          | CI              | 0               | 0               | -                  | -                  | -                  | -           | -           | -           | 28     | 1      |
| 2009-gen.2010     | Messina           | D                 | 8          | 0          | CI              | 0               | 0               | -                  | -                  | -                  | -           | -           | -           | 8      | 0      |
| gen.-giu.2010     | Potenza           | 1D                | 14         | 0          | CI              | 0               | 0               | -                  | -                  | -                  | -           | -           | -           | 14     | 0      |
| 2010-gen.2011     | Sapri             | D                 | 12         | 1          | CI              | 0               | 0               | -                  | -                  | -                  | -           | -           | -           | 12     | 1      |
| gen.-giu.2011     | Monteriggioni     | D                 | 11         | 1          | CI              | 0               | 0               | -                  | -                  | -                  | -           | -           | -           | 11     | 1      |
| 2011-2012         | Forcoli           | D                 | 16         | 1          | CI              | 0               | 0               | -                  | -                  | -                  | -           | -           | -           | 16     | 1      |
| Totale carriera   | Totale carriera   | Totale carriera   | 472        | 27         |                 | 22              | 1               |                    | 1                  | 0                  |             |             |             | 495    | 28     |

### Cronologia presenze e reti in nazionale
| Cronologia completa delle presenze e delle reti in nazionale ― Italia under 21 | Cronologia completa delle presenze e delle reti in nazionale ― Italia under 21 | Cronologia completa delle presenze e delle reti in nazionale ― Italia under 21 | Cronologia completa delle presenze e delle reti in nazionale ― Italia under 21 | Cronologia completa delle presenze e delle reti in nazionale ― Italia under 21 | Cronologia completa delle presenze e delle reti in nazionale ― Italia under 21 | Cronologia completa delle presenze e delle reti in nazionale ― Italia under 21 | Cronologia completa delle presenze e delle reti in nazionale ― Italia under 21 |
| Data                                                                           | Città                                                                          | In casa                                                                        | Risultato                                                                      | Ospiti                                                                         | Competizione                                                                   | Reti                                                                           | Note                                                                           |
| ------------------------------------------------------------------------------ | ------------------------------------------------------------------------------ | ------------------------------------------------------------------------------ | ------------------------------------------------------------------------------ | ------------------------------------------------------------------------------ | ------------------------------------------------------------------------------ | ------------------------------------------------------------------------------ | ------------------------------------------------------------------------------ |
| 3-6-1992                                                                       | Växjö                                                                          | Svezia under 21                                                                | 1 – 0                                                                          | Italia under 21                                                                | Europeo Under-21 1992 - Finale - Ritorno                                       | -                                                                              |                                                                                |
| Totale                                                                         |                                                                                | Presenze                                                                       | 1                                                                              |                                                                                | Reti                                                                           | 0                                                                              |                                                                                |

| Cronologia completa delle presenze e delle reti in nazionale ― Italia Olimpica | Cronologia completa delle presenze e delle reti in nazionale ― Italia Olimpica | Cronologia completa delle presenze e delle reti in nazionale ― Italia Olimpica | Cronologia completa delle presenze e delle reti in nazionale ― Italia Olimpica | Cronologia completa delle presenze e delle reti in nazionale ― Italia Olimpica | Cronologia completa delle presenze e delle reti in nazionale ― Italia Olimpica | Cronologia completa delle presenze e delle reti in nazionale ― Italia Olimpica | Cronologia completa delle presenze e delle reti in nazionale ― Italia Olimpica |
| Data                                                                           | Città                                                                          | In casa                                                                        | Risultato                                                                      | Ospiti                                                                         | Competizione                                                                   | Reti                                                                           | Note                                                                           |
| ------------------------------------------------------------------------------ | ------------------------------------------------------------------------------ | ------------------------------------------------------------------------------ | ------------------------------------------------------------------------------ | ------------------------------------------------------------------------------ | ------------------------------------------------------------------------------ | ------------------------------------------------------------------------------ | ------------------------------------------------------------------------------ |
| 16-7-1992                                                                      | Marino                                                                         | Italia olimpica                                                                | 5 – 0                                                                          | Qatar olimpica                                                                 | Amichevole                                                                     | -                                                                              | 46’                                                                            |
| Totale                                                                         |                                                                                | Presenze                                                                       | 1                                                                              |                                                                                | Reti                                                                           | 0                                                                              |                                                                                |

### Statistiche da allenatore
Statistiche aggiornate al 6 aprile 2025. In grassetto le competizioni vinte.
| Stagione          | Squadra           | Campionato        | Campionato | Campionato | Campionato | Campionato | Coppe nazionali | Coppe nazionali | Coppe nazionali | Coppe nazionali | Coppe nazionali | Coppe continentali | Coppe continentali | Coppe continentali | Coppe continentali | Coppe continentali | Altre coppe | Altre coppe | Altre coppe | Altre coppe | Altre coppe | Totale | Totale | Totale | Totale | % Vittorie | Piazzamento       |
| Stagione          | Squadra           | Comp              | G          | V          | N          | P          | Comp            | G               | V               | N               | P               | Comp               | G                  | V                  | N                  | P                  | Comp        | G           | V           | N           | P           | G      | V      | N      | P      | %          | Piazzamento       |
| ----------------- | ----------------- | ----------------- | ---------- | ---------- | ---------- | ---------- | --------------- | --------------- | --------------- | --------------- | --------------- | ------------------ | ------------------ | ------------------ | ------------------ | ------------------ | ----------- | ----------- | ----------- | ----------- | ----------- | ------ | ------ | ------ | ------ | ---------- | ----------------- |
| 2021-2022         | Fya Riccione      | Ecc.              | 24+4       | 15+1       | 6+2        | 3+1        | CI-Ecc.         | 4               | 3               | 0               | 1               | -                  | -                  | -                  | -                  | -                  | -           | -           | -           | -           | -           | 32     | 19     | 8      | 5      | 59,38      | 1º (prom.)        |
| dic. 2022-2023    | Scandicci         | D                 | 23+1       | 9          | 6+1        | 8          | CI-D            | -               | -               | -               | -               | -                  | -                  | -                  | -                  | -                  | -           | -           | -           | -           | -           | 24     | 9      | 7      | 8      | 37,50      | Sub., 18º (retr.) |
| 2023-2024         | Sammaurese        | D                 | 32         | 11         | 4          | 17         | CI-D            | 1               | 0               | 0               | 1               | -                  | -                  | -                  | -                  | -                  | -           | -           | -           | -           | -           | 33     | 11     | 4      | 18     | 33,33      | 13º               |
| lug.-ott. 2024    | Sammaurese        | D                 | 8          | 0          | 3          | 5          | CI-D            | 1               | 0               | 0               | 1               | -                  | -                  | -                  | -                  | -                  | -           | -           | -           | -           | -           | 9      | 0      | 3      | 6      | &0,00      | Eson.             |
| Totale Sammaurese | Totale Sammaurese | Totale Sammaurese | 40         | 11         | 7          | 22         |                 | 2               | 0               | 0               | 2               |                    | -                  | -                  | -                  | -                  |             | -           | -           | -           | -           | 42     | 11     | 7      | 24     | 26,19      |                   |
| dic. 2024-2025    | Scandicci         | Ecc.              | 17         | 11         | 5          | 1          | CI-Ecc.         | -               | -               | -               | -               | -                  | -                  | -                  | -                  | -                  | -           | -           | -           | -           | -           | 17     | 11     | 5      | 1      | 64,71      | Sub., 1º (prom.)  |
| Totale Scandicci  | Totale Scandicci  | Totale Scandicci  | 41         | 20         | 12         | 9          |                 | -               | -               | -               | -               |                    | -                  | -                  | -                  | -                  |             | -           | -           | -           | -           | 41     | 20     | 12     | 9      | 48,78      |                   |
| Totale carriera   | Totale carriera   | Totale carriera   | 109        | 47         | 27         | 35         |                 | 6               | 3               | 0               | 3               |                    | -                  | -                  | -                  | -                  |             | -           | -           | -           | -           | 115    | 50     | 27     | 38     | 43,48      |                   |

## Palmarès

### Competizioni internazionali
- Coppa Mitropa: 1

Pisa: 1988

### Allenatore

#### Competizioni regionali
- Eccellenza: 2

Fya Riccione: 2021-2022 (girone C)
Scandicci: 2024-2025 (girone B)